# Zhang Binbin
Zhang Binbin (chiń. 张彬彬; ur. 23 lutego 1989 r. w Xiamen) – chińska strzelczyni sportowa, srebrna medalistka olimpijska z Rio de Janeiro.
Specjalizuje się w strzelaniu karabinowym. Zawody w 2016 roku były jej pierwszymi igrzyskami olimpijskimi. Po medal sięgnęła w konkurencji karabinu sportowego w trzech postawach na dystansie 50 metrów. Ma też w dorobku brązowy medal igrzysk azjatyckich w 2014 (k. pneumatyczny) oraz miejsca na podium zawodów Pucharu Świata.

## Igrzyska olimpijskie
| Igrzyska | Miejscowość    | Konkurencja                               | Kwalifikacje | Kwalifikacje | Finał | Finał   |
| Igrzyska | Miejscowość    | Konkurencja                               | Wynik        | Pozycja      | Wynik | Pozycja |
| -------- | -------------- | ----------------------------------------- | ------------ | ------------ | ----- | ------- |
| IO 2016  | Rio de Janeiro | Karabin małokalibrowy, trzy pozycje, 50 m | 582          | 7. Q         | 458,4 | srebro  |